# Феолепиота
Феолепиота золотистая, или чешуйчатка травяная (лат. Phaeolepiota aurea) — гриб из семейства паутинниковые (по другим источникам — шампиньоновые или рядовковые), представитель монотипичного рода.

## Описание
Шляпка в диаметре 5-25 см и имеет цвет от бледно- до ярко-оранжевого и охры. Ножка 6-25 см высотой, 1-5 см в толщину. Шляпка и ножка покрыты чешуёй. На шляпке она выражена только у молодых плодовых тел; на ножке и покрывале она, напротив, очень характерна и придаёт плодовому телу золотистый оттенок, давший название виду. Мякоть белая, пластинки светло-коричневые с гладкими краями. Споры продолговатые, заострённые, грубые, диаметр 10-14 × 5-6 мкм.
Гриб распространён в Северной Америке и Евразии. Встречается на используемых лугах и пастбищах, у дорог, часто рядом с крапивами. Плодовые тела появляются обычно большими группами в конце лета и осенью.

## Съедобность
Различные поваренные книги рекомендуют феолепиоту, говоря об её прекрасном вкусе, но последние исследования показали, что плодовые тела содержат следы ядовитой синильной кислоты. Термообработка уменьшает концентрацию цианидов (поэтому гриб долгое время и считался съедобным), однако не устраняет их полностью. Кроме того, феолепиота накапливает кадмий в количествах, превышающих допустимый минимум.

## Синонимы
Список научных синонимов:
- Agaricus aureus Matt., Résult. Voy. Belgica, Lich.: 331 (1777)
- Agaricus aureus var. herefordensis Renny, Handbook of British Fungi, 2nd Edn: 140 (1883)
- Agaricus aureus var. vahlii (Schumach.) Cooke, Handbook of British Fungi, 2nd Edn: 140 (1884)
- Agaricus spectabilis Fr., Elench. fung. (Greifswald) 1: 28 (1828)
- Agaricus vahlii Schumach., Enum. pl. (Kjbenhavn) 2: 258 (1803)
- Cystoderma aureum (Matt.) Kühner & Romagn., Fl. Analyt. Champ. Supér. (Paris): 393 (1953)
- Fulvidula spectabilis (Fr.) Romagn., Revue Mycol., Paris 2: 191 (1937)
- Gymnopilus spectabilis (Fr.) Singer, Nov. holland. pl. spec.: 471 (1951)
- Lepiota pyrenaea Quél., Compt. Rend. Assoc. Franç. Avancem. Sci. 16: 1 (1887)
- Pholiota aurea (Matt.) Sacc., Syll. fung. (Abellini) 52: 736 (1887)
- Pholiota aurea (Matt.) Sacc., Syll. fung. (Abellini) 5: 736 (1887) var. aurea
- Pholiota spectabilis (Fr.) P. Kumm., Führ. Pilzk. (Zwickau): 84 (1871)
- Pholiota vahlii Weinm.
- Rozites spectabilis (Fr.) Singer, (1922)
- Togaria aurea (Matt.) W.G. Sm., Syn. Brit. Basidiomyc.: 122 (1908)

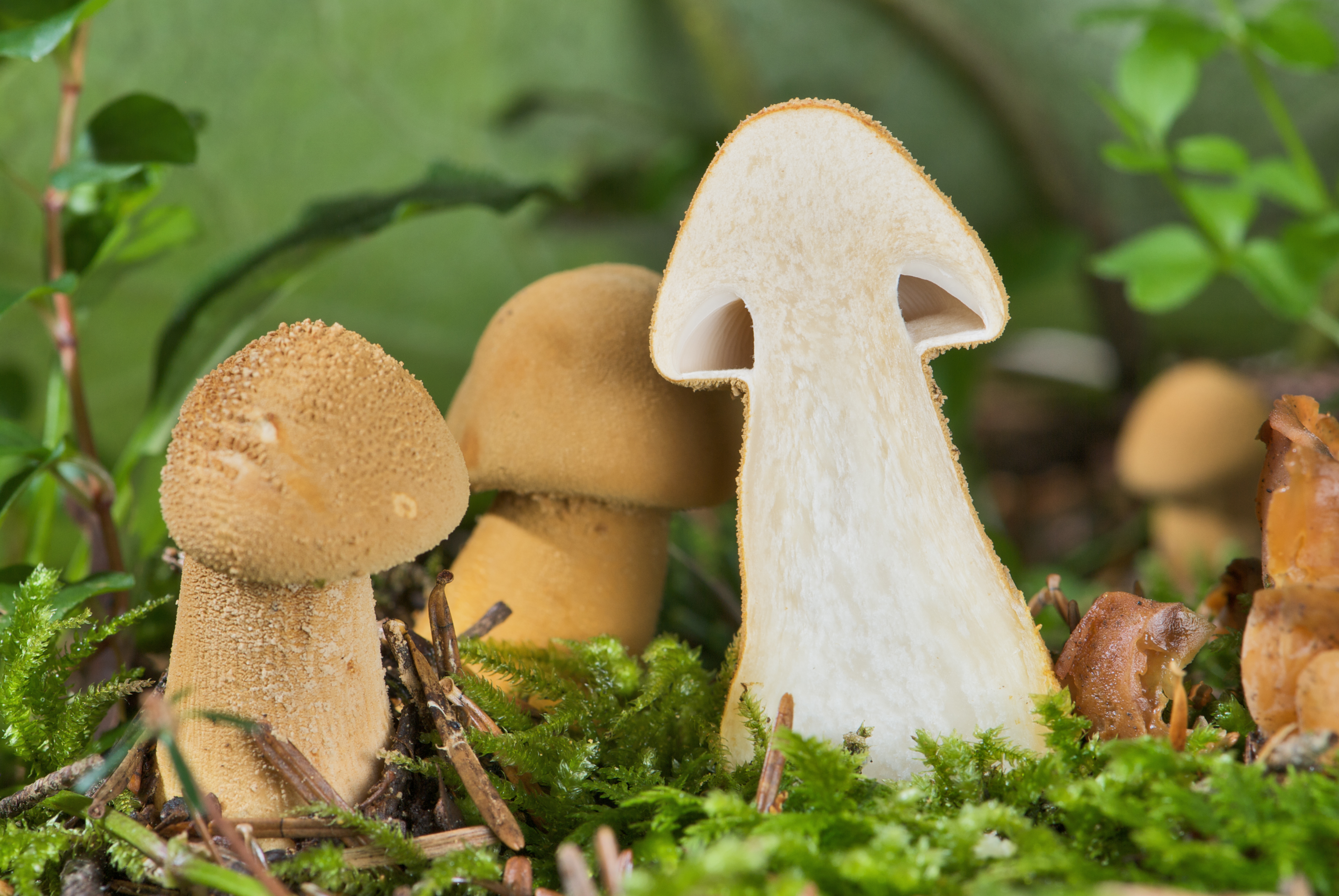
Молодые плодовые тела: одно в разрезе
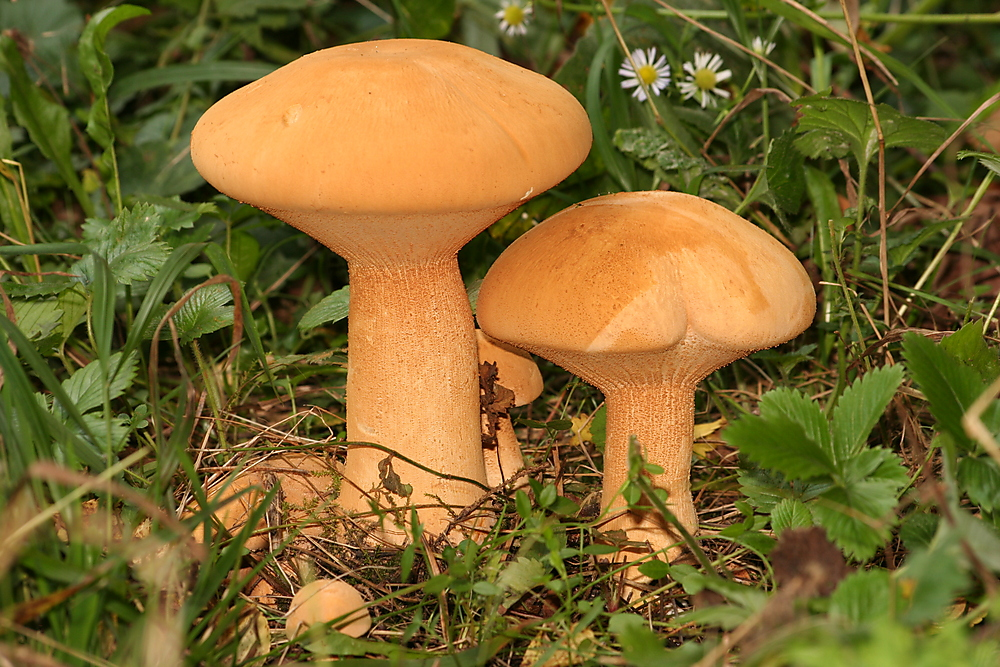
Покрывало ещё закрыто
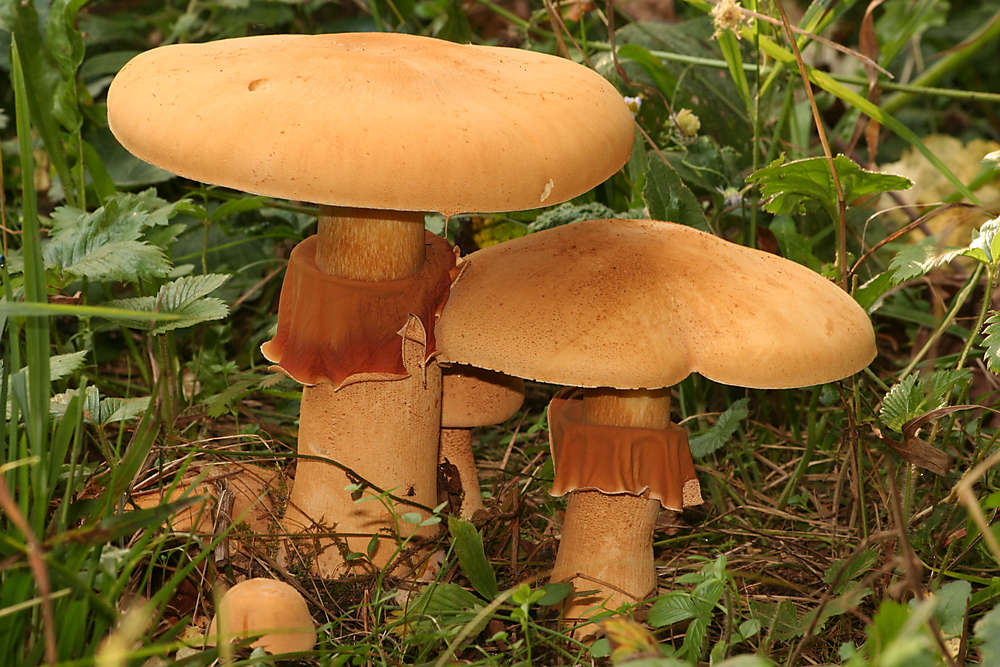
На 2 дня позже: у обоих покрывало раскрылось
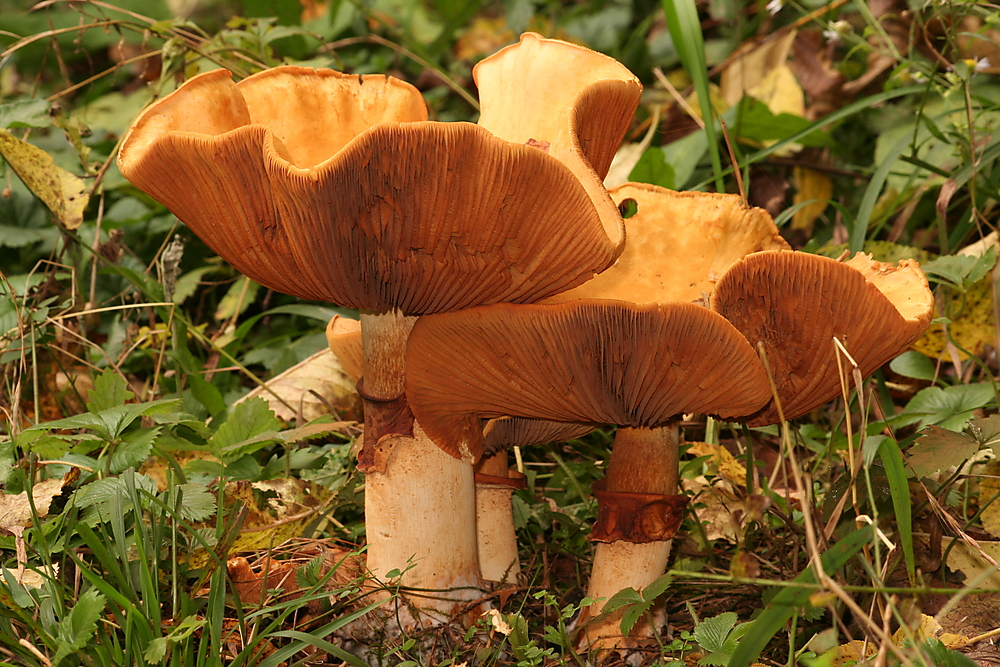
Через 2 недели